# Piezoelectricidad

Un disco piezoeléctrico genera un voltaje cuando se deforma.

La piezoelectricidad (del griego piezo, πιέζω, "estrujar o apretar") es un fenómeno que ocurre en determinados cristales que, al ser sometidos a tensiones mecánicas, adquieren en su masa una polarización eléctrica, apareciendo una diferencia de potencial y cargas eléctricas en su superficie. Los cristales de cuarzo se comportan de forma similar a los tanques LC, y también se les conoce como Resonador de cristal, con la ventaja de poder generar frecuencias de oscilación estables e insensibles
Este fenómeno también ocurre a la inversa: se deforman bajo la acción de fuerzas internas al ser sometidos a un campo eléctrico. El efecto piezoeléctrico es normalmente reversible: al dejar de someter los cristales a un voltaje exterior o campo eléctrico, recuperan su forma. 
Los materiales piezoeléctricos son cristales naturales o sintéticos que carecen de centro de simetría. Una compresión o un cizallamiento provocan disociación de los centros de gravedad de las cargas eléctricas, tanto positivas como negativas. Como consecuencia, en la masa aparecen dipolos elementales y, por influencia, en las superficies enfrentadas surgen cargas de signo opuesto.

## Piroelectricidad
En 1824, sir David Brewster demostró efectos piezoeléctricos utilizando sal de La Rochelle, decidiendo nombrar el efecto piroelectricidad.

## Grupos de material piezoeléctrico
Existen dos grupos de materiales:
- Los de naturaleza piezoeléctrica primigenia: cuarzo, turmalina, etcétera.
- Los denominados ferroeléctricos: tantalato de litio, nitrato de litio, berlinita, en forma de materiales monocristalinos y cerámicas o polímeros polares, que tras ser sometidos a polarización adquieren propiedades piezoeléctricas, ya como microcristales orientados.

## Historia de los materiales piezoeléctricos
La propiedad de la piezoelectricidad fue observada por primera vez por Pierre y Jacques Curie en 1881 estudiando la compresión del cuarzo. Al someterlo a la acción mecánica de la compresión, las cargas de la materia se separan. Esto propicia una polarización de la carga, lo cual causa que salten chispas.
Para que en la materia ocurra la propiedad de la piezoelectricidad debe cristalizar en sistemas que carezcan de centro de simetría (que posean disimetría) y, por lo tanto, de eje polar. De las 32 clases cristalinas, en 21 no existe el centro mencionado. En 20 de estas clases ocurre la propiedad piezoeléctrica, en mayor o menor medida. Los gases, los líquidos y los sólidos con simetría no poseen piezoelectricidad. 
Si se ejerce presión en los extremos del eje polar se produce polarización: flujo de electrones se dirige hacia un extremo y genera en él una carga negativa, mientras que en el extremo opuesto se induce una carga positiva. 
Cuando se utilizan láminas de cristal estrechas y de gran superficie, el alto voltaje obtenido –necesario para que salte la chispa– es mayor. Las láminas estrechas se cortan de manera que el eje polar cruce perpendicularmente dichas caras.
La corriente generada es proporcional al área de la placa y a la rapidez de la variación de la presión aplicada ortogonalmente a la superficie de la placa. 
Otra aplicación importante de la piezoelectricidad resulta por cumplirse la propiedad inversa:
- Si la placa de material piezoeléctrico se somete a una tensión variable, se comprime y se relaja, oscilando a los impulsos de una señal eléctrica.
- Cuando esta placa está en contacto con un fluido le transmite sus vibraciones y produce ultrasonidos.

La primera aplicación práctica de la piezoelectricidad, que surge de la cualidad de transformar una señal mecánica (presión) en una señal eléctrica (corriente eléctrica), es la del sónar. 
Al final de la Primera Guerra Mundial se descubrió que las ondas sonoras producidas por los submarinos podían ser detectadas por un trozo de cuarzo sumergido en el agua, en el que se medían las corrientes generadas y posibilitaba la detección de la dirección proveniente del sonido. 
El sónar consta de una sonda (piezoeléctrico) que es un transductor; es decir: funciona según la sucesión de eventos siguiente: 
- Emite vibraciones que producen ondas ultrasónicas en el agua en la dirección del eje polar; es decir: recibe su eco.
- El emisor se mueve para que la onda emitida «barra» el espacio hasta localizar la dirección en que se encuentra el obstáculo.
- El eco recibido golpea el cristal piezoeléctrico y produce una corriente eléctrica.
- Finalmente, el dato de la distancia a la cual se encuentra el obstáculo que reemite un eco se obtiene aplicando los cálculos derivados de la teoría del efecto Doppler.

## Clases de cristales de sustancias que contienen piezoelectricidad
Dentro de los 32 grupos cristalográficos existen 21 que no tienen centro de simetría. De estos, unos 20 exhiben directamente piezoelectricidad (la número 21 es la clase cúbica 432). Diez de ellos son polares; es decir: presentan polarización instantánea, debido a que en su celda unidad contienen un dipolo eléctrico, y el material exhibe piroelectricidad. De estos –cuando la dirección del dipolo puede invertirse mediante aplicación de un campo eléctrico– algunos son además ferroeléctricos. Las clases cristalográficas son:
- Clases cristalográficas piezoeléctricas: 1, 2, m, 222, mm², 4, -4, 422, 4mm, -42m, 3, 32, 3m, 6, -6, 622, 6mm, -62m, 23, -43m.
- Clases cristalográficas piroeléctricas: 1, 2, m, mm², 4, 4mm, 3, 3m, 6, 6mm.

## Ecuaciones de la piezoelectricidad
Las ecuaciones constitutivas de los materiales piezoeléctricos combinan tensiones, deformaciones y comportamiento eléctrico:
{\displaystyle D=\epsilon E\;}
D es la densidad de flujo eléctrico, {\displaystyle \epsilon \;} es la permitividad y E es el campo eléctrico:
{\displaystyle S=sT\;}
S es la deformación y T es la tensión.
Estas ecuaciones pueden combinarse en una sola ecuación donde se considera la relación entre carga y deformación:
{\displaystyle \{S\}=\left[s^{E}\right]\{T\}+[d^{T}]\{E\}}
{\displaystyle \{D\}=[d]\{T\}+\left[\epsilon ^{T}\right]\{E\}}
d representa las constantes piezoeléctricas del material, y el superíndice E indica que la magnitud está medida bajo campo eléctrico constante o cero, y el superíndice T señala que se trata de una forma traspuesta de matriz.
Esto se puede reescribir en forma matricial así:
{\displaystyle {\begin{bmatrix}S_{1}\\S_{2}\\S_{3}\\S_{4}\\S_{5}\\S_{6}\end{bmatrix}}={\begin{bmatrix}s_{11}^{E}&s_{12}^{E}&s_{13}^{E}&0&0&0\\s_{21}^{E}&s_{22}^{E}&s_{23}^{E}&0&0&0\\s_{31}^{E}&s_{32}^{E}&s_{33}^{E}&0&0&0\\0&0&0&s_{44}^{E}&0&0\\0&0&0&0&s_{55}^{E}&0\\0&0&0&0&0&s_{66}^{E}=2\left(s_{11}^{E}-s_{12}^{E}\right)\end{bmatrix}}{\begin{bmatrix}T_{1}\\T_{2}\\T_{3}\\T_{4}\\T_{5}\\T_{6}\end{bmatrix}}+{\begin{bmatrix}0&0&d_{31}\\0&0&d_{32}\\0&0&d_{33}\\0&d_{24}&0\\d_{15}&0&0\\0&0&0\end{bmatrix}}{\begin{bmatrix}E_{1}\\E_{2}\\E_{3}\end{bmatrix}}}
{\displaystyle {\begin{bmatrix}D_{1}\\D_{2}\\D_{3}\end{bmatrix}}={\begin{bmatrix}0&0&0&0&d_{15}&0\\0&0&0&d_{24}&0&0\\d_{31}&d_{32}&d_{33}&0&0&0\end{bmatrix}}{\begin{bmatrix}T_{1}\\T_{2}\\T_{3}\\T_{4}\\T_{5}\\T_{6}\end{bmatrix}}+{\begin{bmatrix}\epsilon \ {}_{11}&0&0\\0&\epsilon \ {}_{22}&0\\0&0&\epsilon \ {}_{33}\end{bmatrix}}{\begin{bmatrix}E_{1}\\E_{2}\\E_{3}\end{bmatrix}}}

## Usos
Uno de los usos más extendidos de este tipo de cristales sucede en los encendedores eléctricos. En su interior llevan un cristal piezoeléctrico al cual golpea bruscamente el mecanismo de encendido. Este golpe seco provoca una elevada concentración de carga eléctrica, capaz de crear un arco voltaico o chispa, que enciende el mechero.
Otra aplicación importante de un cristal piezoeléctrico es su utilización como sensor de vibración. Cada una de las variaciones de presión producidas por la vibración provoca un pulso de corriente proporcional a la fuerza ejercida.
Fácilmente se ha convertido una vibración mecánica en una señal eléctrica lista para amplificar. Basta conectar un cable eléctrico a cada una de las caras del cristal y enviar esta señal hacia un amplificador. Por ejemplo, en pastillas piezoeléctricas de guitarra.
Una aplicación adicional muy importante de la piezoelectricidad, pero en este caso al revés, sucede en los inyectores de combustible de los motores de combustión interna. Al aplicarse una diferencia de potencial a un material piezoeléctrico se consigue abrir el inyector, lo cual permite al combustible, a muy alta presión, entrar en el cilindro. El uso de inyectores piezoeléctricos posibilita controlar, con enorme precisión, los tiempos de inyección y la cantidad de combustible que se introduce en el motor. Ello redunda en mejoras en consumo, prestaciones y rendimiento de distintos motores.

## Materiales
Materiales utilizados en electrónica:
- Cuarzo
- Rubidio
- Sal de Seignette
- Cerámicas
- Cerámica piezoeléctrica
- Cerámica técnica

## Aplicaciones
- Altavoces de agudos (tweeters: pequeños altavoces).
- Cápsula (pick-up) de tocadiscos.
- Mecheros eléctricos
- Encendido electrónico de calefones y estufas a gas.
- Oscilador de cristal
- Sensores
- Transductores ultrasónicos (como los cabezales de los ecógrafos).
- Transductor piezoeléctrico
- Transformadores piezoeléctricos.
- Destartradores odontológicos de ultrasonido, para remoción del tártaro o "sarro" interdental.